# Aqua deskperience
Aqua Deskperience es un software especializado en capturar texto e imágenes con muchas otras funcionalidades. Destaca por la capacidad que posee para reconocer y almacenar cualquier conjunto de caracteres que haya en la pantalla, aunque estos no deben pertenecer a un PDF.
Esta aplicación puede almacenar en ficheros de texto o en el portapapeles el nombre de todos los archivos que haya en un directorio con tan sólo seleccionarlos. También permite traducir a varios idiomas el texto capturado de una ventana e, incluso, comprobar la ortografía (aunque parece que, por ahora, esta característica sólo funciona en inglés).
La captura de gráficos también es muy interesante. Permite recuperar desde ventanas completas, hasta áreas rectangulares, pasando por formas definidas por el usuario o, simplemente, el color de un determinado pixel de la pantalla.
Por último, también incluye un revelador de contraseñas ocultas mediante asteriscos.

## Requisitos
- Sistema operativo: Windows 2000/XP
- Procesador: 700 MHz
- Memoria RAM: 128 MB

## Premios
- PC WORLD MAGAZINE